# ميفعة (بني مطر)

تعديل مصدري - تعديل

ميفعة هي إحدى قرى عزلة الثلث بمديرية بني مطر التابعة لمحافظة صنعاء، بلغ تعداد سكانها 535 نسمة حسب تعداد اليمن لعام 2004.